# Тацин (хутор)
Тацин — хутор в Красносулинском районе Ростовской области.
Входит в состав Комиссаровского сельского поселения.

## География
Расположен на берегу реки Лихая

### Улицы
| - ул. Зайцева, - ул. Заречная, - ул. Кавказская, - ул. Кирова, | - ул. Колхозная, - ул. Ленина, - ул. Московская, - ул. Советская, | - пер. Пролетарский, - пер. Садовый. |

## Население
| 2010 |
| ---- |
| 945  |

### Известные люди
В хуторе родился Герой Социалистического Труда — Посыльный, Иван Дмитриевич (1922—2005).